# Ivalice
Ivalice (イヴァリース?, Ivarīsu) è il mondo immaginario nel quale sono ambientati i videogiochi della Square Enix Final Fantasy XII, Final Fantasy Tactics e Vagrant Story.
Il mondo fu concepito da Yasumi Matsuno quando si unì alla Square (ora Square Enix) nel 1995, e da allora si è espanso in numerosi giochi, grazie anche ai due videogiochi in produzione della serie Ivalice Alliance. Ivalice è descritto come un mondo complesso con una lunga storia alle spalle, e comprende tre continenti: Valendia, Ordalia e Kerwon. Ricca di vegetazione, gode di un clima mite. Le condizioni atmosferiche di ciascuna zona sono in stretto rapporto con la densità di Mystes nell'aria.

## Il Mystes
Energia naturale presente in varie zone, influisce sull'ecosistema e sul clima. Innesca diversi fenomeni tra cui la magia. In genere si ricava da un minerale chiamato Magilite, ma la quantità in essa contenuta è variabile. Per produrre un'azione potente, per esempio, serve una magilite ad alta concentrazione.
Il Mystes è presente nell'aria e anche nel terreno e la sua densità dipende dalla zona. È incolore e trasparente, ma può assumere forme diverse in base alla concentrazione.
Se troppo forte, il Mystes si rivela dannoso e provoca improvvisi mutamenti ambientali o l'inferocirsi degli animali.

## Continenti

### Ordalia
Continente a ovest di Ivalice.
Nella fertile pianura centrale si trova il grande Impero di Rozaria. La zona a est di Rozaria è in gran parte costituita da deserti e il clima è secco. La penisola di Galtea, a est, è un punto strategico per il commercio in quanto collegamento tra Valendia e Kerwon. Ciò spiega perché molti stati si sono dati battaglia per il suo dominio. Il regno di Dalmasca ha governato la penisola negli ultimi secoli, fino a due anni fa, quando la regione è divenuta territorio dell'Impero di Archadia. Con la battaglia di Rabanastre, Dalmasca è ritornato un regno libero ed indipendente.
Regioni:
- Dalmasca: piccolo regno in una posizione strategica tra Arcadia e Rozaria. La capitale di Dalmasca è la città reale di Rabanastre, sede della nobiltà, discendenti del re Raithwall. Il regno è circondato da deserti a est e ovest, sotto i quali si diramano passaggi labirintici, e dalla pianura di Giza a sud, caratterizzata da un'alternanza di stagioni secca e umida. La fortezza di Nalbina, nel deserto est, è la seconda città principale.
- Jagd Yensa: un immenso mare di sabbia, usato in passato dall'impero di Rozaria per ricavare sostanze oleose, e abitata dagli Urutan-Yensa. Ad ovest si trova la tomba di Raithwall, e nel sottosuolo le caverne di Zertinan.

- Impero di Rozaria: impero in guerra con l'impero di Arcadia. Nonostante la sua importanza nella storia, il gruppo del giocatore non fa mai visita a Rozaria.
- Bervenia: regione che contiene le rovine di Glabados e il vulcano Roda, patria delle Feol Viera.

### Kerwon
Continente a sud-est di Ordalia.
Il 70% del territorio è ricoperto da foreste e il clima varia da zona a zona, molte delle quali ancora allo stato primitivo.
A ovest di Kerwon vivono i Garif, e nell'area centrosettentrionale dimorano le Viera. Diversamente dalla razza Huma, tutti vivono in pace, senza ambire a un territorio più vasto del necessario. Gli Huma sono molto potenti in ogni continente ma a Kerwon possiedono solo un tempio Kiltiano nell'altopiano orientale.
Regioni:
- Bancour: le grandi pianure di Ozmone che si estendono a sud di Giza e ospitano la terra serena Jahara, patria dei Garif, e le miniere di Henne.
- Jagd Difohr: regione ricca di vegetazione che ospita il villaggio delle Viera Eruyt, nascosto nella giungla di Golmore e la città perduta di Giruvegan, accessibile dalla foresta stregata, sede del grande cristallo.
- Jagd Ramooda: regione ghiacciata tra le gole di Paramina. Sembra essere una regione molto spirituale, infatti si possono trovare l'antico tempio di Miriam e il monte Bur-Omisace, sede del Gran Kiltias Anastasis.

### Valendia
Continente a nord-est di Ordalia.
Il clima è generalmente mite e, rispetto agli altri continenti, qui il Mystes è più stabile. Nella fascia collinare, dal mare interno di Noldoa all'entroterra, si trovano numerosi villaggi e città, quasi tutti parte dell'Impero di Archadia.
Nella zona occidentale, fino allo stretto di Phon, prosperava il regno di Nabradia, distrutto due anni fa dalla guerra.
Della capitale, Nabudis, non restano che le rovine.
Regioni:
- Impero di Arcadia: Archadia è una metropoli accademica con numerosi istituti di ricerca ed è una superpotenza tecnologica odierna. Si dice che la Città Imperiale di Archades sia un luogo in cui si raccolgono tutti i tipi di informazioni e conoscenze. In particolare, la sua tecnologia di produzione di dirigibili supera quella di Bhujerba, il continente del cielo con tecnologia avanzata di dirigibili mooglecraft. La tecnologia avanzata dell'impero è evidente nel paesaggio urbano della capitale imperiale e nel suo sistema di trasporto pubblico, inclusi taxi aerei e treni. La società è polarizzata e c'è un senso di discriminazione nei confronti delle persone non umili e delle classi inferiori, marginalizzate nella parte più vecchia e povera di Archades. Le principali regioni dell'impero sono la costa Phon, famosa per i suoi cacciatori, le prateria di Tchita, da cui si può accedere al palazzo sotterraneo di Sochen, e le Cerobi steppe, che portano al porto di Balfonheim, importante rotta commerciale di Arcadia e regno dei pirati.
- Nabradia: regno in passato alleato di Dalmasca, oggi completamente distrutto con la magia dall'impero di Arcadia. La capitale Nabudis è una necropoli circondata dalla palude di Nabreus e dal bosco di Salika. I monti Mosphoran a sud connettono Nabradia con la penisola di Galtea e Dalmasca.

- Repubblica di Landis: era una piccola regione, oggi invasa e conquistata da Arcadia.
- Jagd Naldoa: la regione è principalmente oceanica, con solo poche isole. Nel punto più a oriente del mondo si trova il colossale faro di Ridorana, di oltre 100 piani.

### Purvama
Più che un continente è un arcipelago di isole che galleggiano nel cielo sopra il mare di Naldoa. Le masse fluttuanti presentano un clima per lo più subtropicale e molte di esse vantano antiche giungle con una flora e fauna meravigliosa. L'abbondanza di magilite e Mystes ha reso molte di queste isole delle ricche colonie minerarie. La più importante di queste città celesti è Bhujerba.
Regioni:
- Bhujerba: una città che cerca di mantenere la neutralità durante i periodi di guerra. Tuttavia, sono stati recentemente costretti ad allearsi con Archadia. A differenza di altri paesi, Bhujerba mantiene la sua indipendenza con solo pochi soldati archadiani che pattugliano le sue strade. La città è governata dal Marchese Ondore, membro della Resistenza. La città è importante perché si trova nelle miniere di Lhusu, una ricca fonte di magicite.
- Lemurés: è un leggendario arcipelago galleggiante nel cielo, protetto dal resto del Purvama. È l'ambizione di molti pirati del cielo vedere quest'isola, poiché si dice che abbia molti grandi tesori..

## Gli Jagd
Vengono chiamati Jagd quei territori in cui il Mystes nell'aria e la magilite nel sottosuolo non permettono alla vololite di funzionare correttamente. Si verificano anche casi in cui una zona diviene Jagd a causa di bruschi mutamenti ambientali. Dal momento che le aeronavi non possono penetrarvi, nessun grande Paese è interessato alla conquista di queste zone dove, di conseguenza, si vive al di sopra di ogni legge.
Gli Jagd conosciuti nella zona orientale di Ivalice sono:
- Jagd Difohr
- Jagd Ramooda
- Jagd Naldoa
- Jagd Yensa